# São Miguel (Penela)
São Miguel is een plaats (freguesia) in de Portugese gemeente Penela en telt 1741 inwoners (2001).